# District de Fancheng
Le district de Fancheng (樊城区 ; pinyin : Fánchéng Qū) est une subdivision administrative de la province du Hubei en Chine. Il est placé sous la juridiction de la ville-préfecture de Xiangfan.